# Division 2 i handboll för herrar
Division 2 i handboll är en handbollsdivision för herrar i Sverige. Det är den fjärde högsta serien, nivån under Division 1 i handboll. Division 2 är uppdelad efter regionerna Västra, Södra, Norra och Östra. Gemensamt för alla serierna är att de består av 12 lag och spelas i 22 omgångar.